# La Nava de Santiago
La Nava de Santiago est une commune d’Espagne, dans la province de Badajoz, communauté autonome d'Estrémadure.